# Entiako Park
Entiako Park är en park i Kanada.   Den ligger i provinsen British Columbia, i den centrala delen av landet, 3 600 km väster om huvudstaden Ottawa. Entiako Park ligger 1 003 meter över havet.
Terrängen runt Entiako Park är kuperad söderut, men norrut är den platt. Trakten runt Entiako Park är nära nog obefolkad, med mindre än två invånare per kvadratkilometer.. Det finns inga samhällen i närheten.
I omgivningarna runt Entiako Park växer i huvudsak barrskog.